# Державний університет Фейра-ді-Сантана
Державний університет Фейра-ді-Сантана (англ. Universidade Estadual de Feira de Santana; UEFS) — є державною установою вищої освіти в Бразилії, що знаходиться в місті Фейра-ді-Сантана, Баїя. До 1990-х років, був також єдиним університетом в місті.

## Напрямки навчання
Неповний список напрямків навчання.

### Гуманітарні
- Бухгалтерський облік
- Економіка
- Право
- Історія
- Географія

### Технологічні та наукові спеціальності
- Будівельна інженерія
- Комп'ютерна інженерія
- Математика
- Фізика

### Природничі науки та охорона здоров'я
- Стоматологія
- Медицина
- Фізична культура
- Фармацевтика